# Tito Steiner
Tito Steiner, född 1 maj 1952, död 2 maj 2024, var en argentinsk friidrottare. Han deltog vid olympiska sommarspelen 1976.